# عاد
عاد نام قومی است بنا به گفتهٔ قرآن که پیامبری به نام هود بر آن‌ها فرستاده شد ولی بر اثر ایمان نیاوردن به او و خدا، با عذاب الهی نابود شدند. برخی «عاد» را شهر مدفون‌شده‌ای به نام اوبار در عمان یکسان می‌دانند.

## عاد از نظر قرآن
در قرآن آمده است که قوم عاد مدتی در ناز و نعمت به سر می‌بردند، ولی مست غرور و غفلت شدند و از قدرتشان برای ستم و استعمار و استثمار دیگران بهره گرفتند، آیین بت‌پرستی را بر پا نمودند و به هنگام دعوت پیامبرشان هود با آن همه کوششی که در پند و اندرز و روشن ساختن اندیشهٔ آنان و اتمام حجت نسبت به ایشان داشت نه تنها کمترین توجهی نکردند بلکه به خاموش کردن ندای او برخاستند.
گاهی او را به جنون و سفاهت نسبت دادند و زمانی وی را از خشم خدایان ترساندند، اما او همچون کوه در برابر خشم این قوم مغرور و زورمند ایستاد و سرانجام توانست گروهی در حدود چهارهزار تن را راه نماید و به آیین حق بخواند، اما دیگران بر لجاجت و عناد خود باقی‌ماندند.
سرانجام طوفان سخت و بسیار کوبنده‌ای که به باد صرصر معروف است به مدت هفت شب و هشت روز بر آنها مسلط شد که کاخ‌هایشان را در هم کوبید و کالبدهایشان را همچون برگهای پاییزی بر امواج باد سوار کرد و به پیرامون پراکند. هود مؤمنان راستین را پیش‌تر از میان آنان بیرون برد و نجات رهاند و زندگانی و سرنوشتشان درس عبرتی بزرگ برای همهٔ جباران و خودکامگان گشت.